# 宜妃 (康熙帝)
宜妃（17世紀—1733年），郭絡羅氏，亦作郭爾羅斯氏。满洲镶黄旗包衣佐领下人，後抬為滿洲鑲黃旗人。盛京包衣佐領兼侍郎銜三官保之女，包衣佐領安塔穆之孫女。康熙帝之妃，郭络罗贵人之妹。

## 早期生平
康熙十六年入宮，因為她是滿洲鑲黃旗包衣佐領下人，所以是經內務府選秀入宮，称庶妃。同年八月，册立遏必隆之女妃鈕祜祿氏為皇后，她與李氏、王佳氏等六位庶妃一同冊封為嬪，稱為宜嬪。
康熙十八年（1679年）五月二十七日，宜嬪之姐庶妃郭絡羅氏生皇六女固倫恪靖公主，翊坤宮宜嬪以公主姨母的身份代為撫養。同年十二月初四日，宜嬪生皇五子胤祺。胤祺自幼被嫡祖母孝惠章皇后撫養，沒有參與對皇位的爭奪。康熙二十年（1681年）十二月，貴妃佟氏冊封為皇貴妃，宜嬪則與惠嬪、德嬪和榮嬪一同晉封為妃，稱為宜妃。宜妃的宜字無清文，並且曾被錯寫為懿字，例如康熙四十五年的竪格大玉牒就錯寫為懿妃。
康熙二十二年八月二十七日，生皇九子胤禟。康熙二十四年（1685年）五月初七日，生皇十一子胤禌。
康熙三十八年七月二十五日，妃章佳氏逝世，和碩溫恪公主便由宜妃養育至出嫁。宜妃代其姐養育的恪靖公主在數年前已下嫁給喀爾喀土謝圖汗察琿多爾濟之長孫多羅郡王敦多布多爾濟。
康熙朝晚年，宜妃為給康熙帝祝禧而重修德勝門外永豐屯的彌勒院，出了幾千兩銀子和三頃七十畝香火地。重修寺廟時，宜妃派坤寧宮首領張啓用、李榮敬來拈香瞻禮。此时，宜妃能支使坤寧宮首領為她出宮辦事，可見她在後宮的地位。康熙帝亦派官兵參與修寺工程。康熙五十九年建成“宏傑壯麗”的“近山巨剎”，御書“香嵒寺”横石額並御制碑文，山門外還立有“文官下轎，武官下馬”的聖諭碑。文武大臣經過廟前，文官要下轎，武将則要下馬。香嵒寺每年开道場三次，分别為三月康熙萬壽節、四月佛誕日和十二月宜妃千秋日，忽略宮中位分最高的貴妃佟佳氏，可見聖祖對宜妃的寵眷。宜妃受宠至深、以至于当时的重臣兼皇亲国戚鄂善都以同为沾河郭络罗氏为由，企图与包衣出身的宜妃攀亲入上三旗（鄂善的曾祖父达尔汉是努尔哈赤外甥兼女婿，鄂善本人也娶固山贝子彰泰之女为妻，鄂善的堂兄弟明尚即廉亲王允禩岳父）
康熙朝內廷外東路寧壽宮等的陳設帳：「西洋香一匣，重十八刃，五十年三月十三日湖廣巡撫陳誅進，五十二年十月初二日陳九卿取去一刃，六十年正月初六日賞宜妃。」

## 後期生平
康熙六十一年十一月二十九日，雍正帝提到當年皇太后尚為妃嬪時，拜見太皇太后的禮數整齊和嚴肅，現在皇太后「慈善謙遜，念舊情殷，不遽令行大禮」，並且批評宜妃坐四人軟榻，在皇太后前，與眾母妃先後攙雜行走，甚屬僣越，又批評宜妃在康熙帝去世後看見雍正帝時，氣度竟與皇太后相似，不知國體。
康熙六十一年十二月甲寅，雍正帝命人逮捕侍奉宜妃的坤寧宮首領张起用等十二人。世宗指責张起用买卖生利甚多，恐怕他是受宜妃的指示而做的。宜妃在深宫内居住的，断无在外置产之理，世宗令内务府大臣把這件事查明。此外，宜妃養女固倫恪靖公主的太监王士鳳、王明分别被发往土儿番耕种、齐齐哈尔為披甲人的奴才。宜妃之子允禟的太监李尽忠被发往云南极边当苦差。世宗又降谕，如果他們不肯被發落到邊疆之地，就去自尽，护送人员要报明他們自盡的地方，隨行官员验看後烧毀屍體，剩餘骨頭仍將送至發遣之處。 宜妃是世宗政敵胤禟的生母，加上前述的事件，造成雍正帝及日後乾隆帝在尊封或追封先朝妃嬪時，都將宜妃和她的姐姐貴人郭絡羅氏排除在外。
康熙帝生前有諭旨，在他駕崩後，皇子們可將年長的母妃迎回家中居住，惟她們每月仍要進宮親自向雍正帝問安和面見皇后。因此，宜妃在雍正元年六月起搬到兒子恆親王允祺府中。怎料，出宮的五位太妃出宮三年以來，未曾向雍正帝和皇后請安過，引起了他的強烈不滿。
雍正四年（1726年）九月二十二日，宜妃次子胤禟圈禁而死，享年四十三歲。雍正十年（1732年）七月十日，宜妃长子允祺病死。侧福晉瓜尔佳氏所生之子弘晊奉旨承袭亲王爵位，宜妃因與清世宗關係不佳而沒有按照慣例在恭養她的親子病逝後，遷回寧壽宮居住。雍正十一年八月二十五日，宜妃在恒亲王府寿终正寝。乾隆二年，入葬景陵妃園寢，內閣為宜妃兩字翻譯清文，以便繕寫牌位。

## 家族
宜妃家族世居沾河地方，與常舒同族，國初來歸。《盛京典制備考》記盛京內務府鑲黃、正黃、正白三旗額設佐領三員，「京包衣缺」，可知宜妃家族為京城包衣。
宜妃家族譜系如下：
- 曾祖父：阿凱。

- 祖父：安塔穆，順治三年任盛京鑲黃旗包衣佐領。康熙四年，解任司庫[14]。

- 父：三官保，原任工部侍郎兼佐領。康熙四年，繼任佐領[14]。康熙二十年，補調為正黃旗佐領[15]。康熙二十一年，調回鑲黃旗督理佐領[16]。康熙二十四年，著令其掌關防[17]。康熙三十七年第三次東巡，依照康熙二十一年之例，收拾崇政殿前廂房及三官保之屋，此次因仁憲皇太后亦随行前往，房間需用甚多，再於三官保的家附近尋找好房子一同加以修繕[18]。都察院左都御史尹泰曾稱盛京三包衣佐領「無視各職、逾越定級。凡於集會公所，均於將軍、大臣品級入坐」，皆因三官保在時，「眾皆稱呼祖輩」，逞強好勝所致的，這種不良風氣流傳至今，尚在履行[19]。

- 嫡母：康熙十一年赴京探望女兒[20]。

- 兄弟：道保，和碩恆親王長史兼鑲黃旗蒙古副都統；多普庫、特普庫俱原任佐領；鄂普庫，原任郎中；他普庫，原任司庫。

- 姐：貴人郭絡羅氏。

- 侄女：正紅旗宗室已革副理事官福元之繼妻、宗室三等侍衛廣貴之嫡妻、正紅旗閒散宗室納穆善之嫡妻、宗室二等輕車都尉阿爾祜之嫡妻[21]、鑲黃旗滿洲鈕祜祿氏牛莊筆帖式永壽之嫡妻。康熙二十五年，宜妃一侄女未補選為秀女，奉旨遣回[22]。

## 影視形象
| 影視作品                 | 飾演的演員               |
| 康熙微服私訪記第一至四部 | 鄧婕                     |
| 康熙微服私訪記第五部     | 溫碧霞                   |
| 後宮甄嬛傳               | 只有在劇中提及，未現身。 |

### 引用資料
1. ↑  《愛新覺羅宗譜》28冊庚三第1370頁：阿爾祜......嫡妻郭爾羅斯氏，達巴庫之女（筆者自註：即宜妃侄女）
2. ↑  鄭小悠; 橘玄雅; 夏天. . 山西人民出版社. 2021-04. ISBN 9787203117438.
3. ↑  《清實錄·清聖祖實錄·卷之六十八》：康熙十六年......八月......○丙寅。上御太和殿。遣大學士索額圖、為正使。大學士李霨、為副使。持節授妃鈕祜祿氏冊寶。立為皇后......遣大學士覺羅勒德洪、持節授佟氏冊寶。封為貴妃。遣尚書吳正治、侍郎額星格、楊正中、馬喇、富鴻基、學士項景襄、李天馥等、持節授冊封李氏為安嬪，王佳氏為敬嬪，董氏為端嬪，馬佳氏為榮嬪，納喇氏為惠嬪，郭羅洛氏為宜嬪，何舍里氏為僖嬪......
4. ↑  《清實錄·清聖祖實錄·卷之九十九》：康熙二十年。辛酉。十二月......○命大學士勒德洪、持節進封貴妃佟氏、為皇貴妃......○命大學士李霨、持節進封惠嬪納喇氏。為惠妃。冊文曰、朕惟治本齊家、茂衍六宮之慶。職宜佐內、備資四德之賢。恪恭久效於閨闈。升序用光以綸綍。諮爾惠嬪納喇氏。柔嘉成性。淑慎持躬。動諧珩佩之和、克嫻於禮。敬凜夙宵之節、靡懈於勤。茲仰承太皇太后慈諭、以冊印、進封爾為惠妃。爾其祗膺晉秩、副象服之有加。懋贊坤儀、迓鴻庥之方至。欽哉。尚書吳正治、持節進封宜嬪郭羅洛氏、為宜妃。冊文同......
5. ↑  乾隆二年三月二十二日《禮部祠祭司為移查宜妃等清文由》，明清檔案工作室藏
6. ↑  楊啟樵. . 上海書店出版社. 2002. ISBN 9787806227794.
7. ↑  《香嵒寺殘碑碑文》：以後每年，宜妃派宮內太監來寺瞻禮，坤寧宮首領張啓用、李榮敬来拈香瞻礼。眾庶云集，發大歡喜，心誠皇□，□世福民之大功德也。敬述重建緣起，勒諸貞珉，……以垂禩云。康熙六十一年，歲次王寅，仲秋轂旦。
8. ↑  上又指鄂善，顾诸王曰：“此乃一不肖之子！曩者彼以伊为郭尔罗氏，与宜妃家同姓，欲入朕旗。朕未俞允，隐之至今，亦未曾言出。伊并不思朕之恩德，反结朋党妄行。尔等之人背尔等，欲投朕者。朕以为不义，故不受。若朕之人负朕，欲向尔等者，尔等受之，竟成死人矣。且分封诸阿哥之时，若动朕之旗内佐领，恐至损坏旗分，故攒凑与之。曾有一可观之佐领乎？拨给者俱是单弱不堪者耳，朕何曾较论及此。朕之子以贵言之，则太祖、太宗之孙，岂不为贵也？朕但思依义理行之耳。”《康熙朝起居注》康熙五十年十一月二十七日
9. ↑  《雍正实录》卷之五十六：雍正五年。丁未。夏四月。○己亥。礼部议覆。镶黄旗满洲都统兼前锋统领鄂善奏。鄂善之高祖常书，自沾河归诚。蒙太祖高皇帝殊恩。将亲妹公主下嫁。因在盛京薨逝。未得册封。恳请追给封典。应如所请。其应封固伦公主、和硕公主之处。恭候钦定。得旨、著封为和硕公主
10. ↑  《國朝宮史．卷三·訓諭》
11. ↑  《雍正朝滿文硃批奏摺全譯》藏《雍正元年七月初三日內務府奏請恆親王妃母等皇妃離宮歸王府居住折》：雍正元年四月十四日，恆親王、廉親王、淳親王、履親王面奉諭旨：爾等之母年事已高，先前皇考已於兩處硃批。今將爾等妃母各迎回家中，爾等亦可問安盡意。爾等修繕房屋後，於五月底六月初諏吉後，具奏迎回可也。欽此。欽遵。
12. ↑  乾隆二年四月二十二日《奏呈聖祖仁皇帝惠妃等牌位清文》，明清檔案工作室藏
13. ↑  欽定四庫全書《八旗滿洲氏族通譜》卷三十二：阿凱，鑲黄旗人，常舒同族，世居沾河地方，國初來歸。其子安塔穆，原任佐領。孫三官保，原任工部侍郎兼佐領。曾孫道保，原任副都統；多普庫、特普庫俱原任佐領；鄂普庫，原任郎中；他普庫，原任司庫。元孫色欽，原任司庫；明泰，現任賛禮郎。
14. 1 2  康熙四年二月二十一日《總管內務府為奏准安塔木解任司庫三官保繼任佐領及佐領辛達里掌官防事咨盛京佐領辛達里等》，遼寧省檔案館藏，檔號：JB7-1-3-5
15. ↑   康熙二十年六月十九日《總管內務府為補調三官保為正黃旗佐領事盛京佐領福貴等》，遼寧省檔案館藏，檔號：JB7-1-14-21
16. ↑  康熙二十一年二月十一日《總管內務府為奏准盛京佐領三官保調回鑲黃旗督理佐領事咨盛京佐領福貴等》，遼寧省檔案館藏，檔號：JB7-1-15-9
17. ↑   康熙二十四年正月十四日《盛京佐領三官保為奉旨著令其掌關防為此請去謝恩事呈總管內務府》，遼寧省檔案館藏，檔號：JB7-1-66-15
18. ↑   《盛京皇宮和關外三陵檔案》康熙三十七年七月十六日《營造司為預備皇上巡幸駐蹕處所事咨盛京佐領三官保》
19. ↑  《奏陳嚴禁官員越級行走折》：雍正五年。都察院左都御史臣尹泰謹奏：為陳微見，請聖主訓誨事。竊臣查得，盛京有三包衣佐領。該三佐領，無視各職，逾越定級，凡於集會公所，均於將軍、大臣品級入坐、行走。此皆前佐領三官保在時，眾皆稱呼祖輩，逞強好勝所致。流傳至今，尚在履行。聖主對內外官員一視同仁，不可越級行事。伏乞嚴禁似此越級行事者，以正名器。為此謹奏。
20. ↑   康熙十一年八月初五日《盛京佐領為佐領三官保之妻赴京探望女兒事咨盛京戶部》，遼寧省檔案館藏，檔號：JB7-1-155-73
21. ↑  《愛新覺羅宗譜》
22. ↑   康熙二十五年六月十八日《會計司為盛京佐領三官保之弟生女未補選為秀女奉旨遣回事咨盛京佐領》，遼寧省檔案館藏，檔號：JB7-1-19-46